# Halmaj
Halmaj ist eine ungarische Gemeinde im Kreis Szikszó im Komitat Borsod-Abaúj-Zemplén.  Ungefähr sechzehn Prozent der Bewohner zählen zur Volksgruppe der Roma.

## Geografische Lage
Halmaj liegt in Nordungarn, 22 Kilometer nordöstlich des Komitatssitzes Miskolc und 7,5 Kilometer nordöstlich der Kreisstadt Szikszó an den Flüssen Bársonyos und Vasonca. Nachbargemeinden sind Kázsmárk, Kiskinizs, Nagykinizs, Szentistvánbaksa und Aszaló.

## Geschichte
Im Jahr 1907 gab es in der damaligen Kleingemeinde 100 Häuser und 540 Einwohner auf einer Fläche von 1880  Katastraljochen. Sie gehörte zu dieser Zeit zum Bezirk Szikszó im Komitat Abaúj-Torna.
Die Bewohner des Ortes lebten traditionell von Ackerbau und Viehzucht. Durch die gute Erreichbarkeit der Stadt Miskolc mit der Eisenbahn pendelten viele Männer und oft auch Frauen dorthin, um im Zentrum der Schwerindustrie zu arbeiten. Mit dem Niedergang des Maschinenbaus, der Metallurgie und des Bergbaus fielen viele dieser Arbeitsplätze weg und es kam zur Gründung von lokalen Unternehmen.

## Gemeindepartnerschaften
- Mătrici, Rumänien
- Veľká Ida, Slowakei

## Sehenswürdigkeiten
- Griechisch-katholische Kapelle Szent Ráfáel főangyal
- János-Kálvin-Statue
- 1956er-Denkmal mit Imre-Nagy-Reliefgedenktafel
- Marienstatue
- Reformierte Kirche
- Römisch-katholische Kirche Szent István király, erbaut 1800–1801 im spätbarocken Stil
- Szent-István-király-Statuen

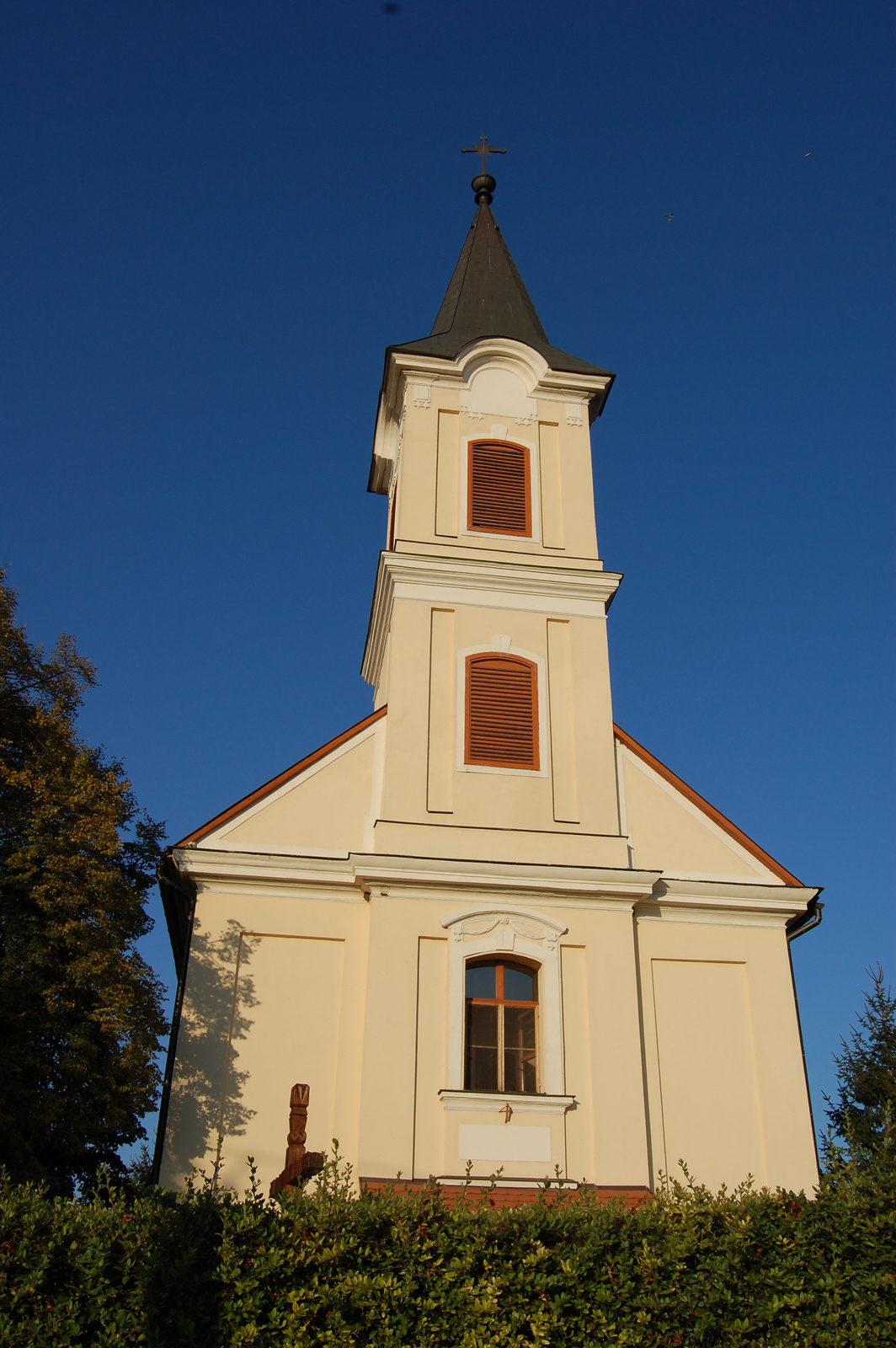
Römisch-katholische Kirche Szent István király
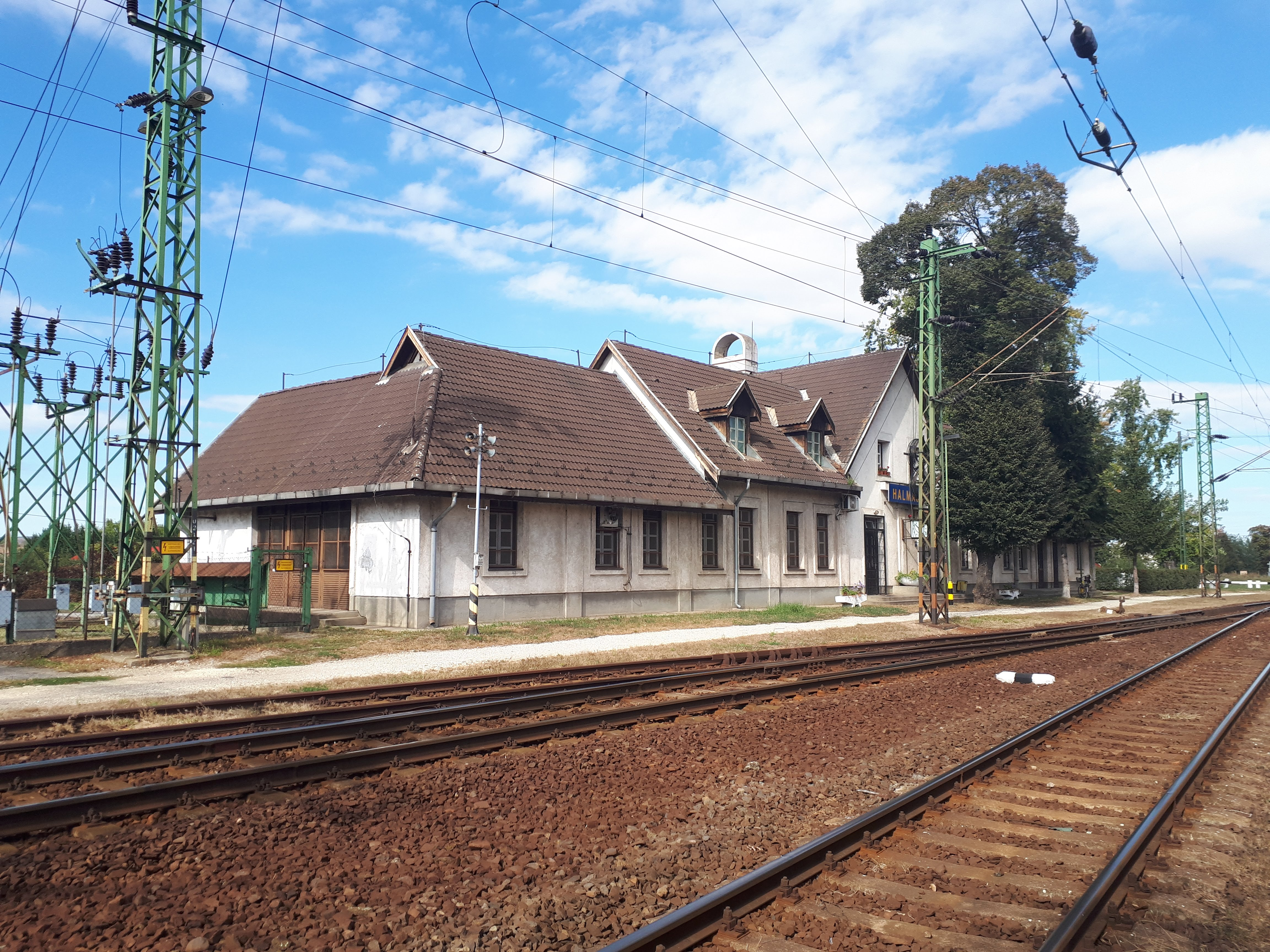
Bahnhof in Halmaj

## Verkehr
Durch Halmaj verläuft die Landstraße Nr. 3702, westlich des Ortes die Hauptstraße Nr. 3 und die Autobahn M30. Es bestehen Zugverbindungen nach Miskolc und Hidasnémeti sowie Busverbindungen nach Encs und über Szikszó nach Miskolc.